# ريبيكا فرديناندو
ريبيكا فرديناندو (بالإنجليزية: Rebecca Ferdinando)‏ هي ممثلة بريطانية، ولدت في 25 يناير 1985 في منطقة أنفيلد في المملكة المتحدة.

## وصلات خارجية
- ريبيكا فرديناندو على موقع IMDb (الإنجليزية)
- ريبيكا فرديناندو على موقع قاعدة بيانات الفيلم (الإنجليزية)